# Дёппель, Карл
Карл Дёппель (нем. Karl Döppel, 4 мая 1890 — 28 октября 1952) — германский борец греко-римского стиля, чемпион Европы, один из выдающихся немецких спортсменов и тренеров первой половины XX века.

## Биография
Родился в 1890 году, и уже в 1909 году стал чемпионом Германии. В 1913 году занял 4-е место на чемпионате мира в Бреслау. В 1914 году выиграл квалификационный турнир на Олимпийские игры, которые планировалось провести в Берлине в 1916 году, но началась Первая мировая война.
В годы войны был на фронте, был трижды серьёзно ранен, однако после войны вернулся к активной соревновательной деятельности, хотя из-за бойкота германские спортсмены не могли принимать участия в первых послевоенных Олимпийских играх (в 1920 и 1924 годах). В 1919, 1920 и 1921 годах Карл Дёппель вновь становился чемпионом Германии. В 1921 году выиграл первый послевоенный чемпионат Европы. В 1922 году вновь стал чемпионом Германии. В 1923 году в схватке со шведским борцом Густавом Линдквистом получил тяжёлую травму, и долго не мог участвовать в соревнованиях. В 1925 году занял 2-е место на чемпионате Германии.
Впоследствии стал тренером и подготовил много известных борцов.